# Diplaspis nivis
Diplaspis nivis är en flockblommig växtart som beskrevs av Van den Borre, Henwood. Diplaspis nivis ingår i släktet Diplaspis och familjen flockblommiga växter. Inga underarter finns listade i Catalogue of Life.